# Rœschwoog

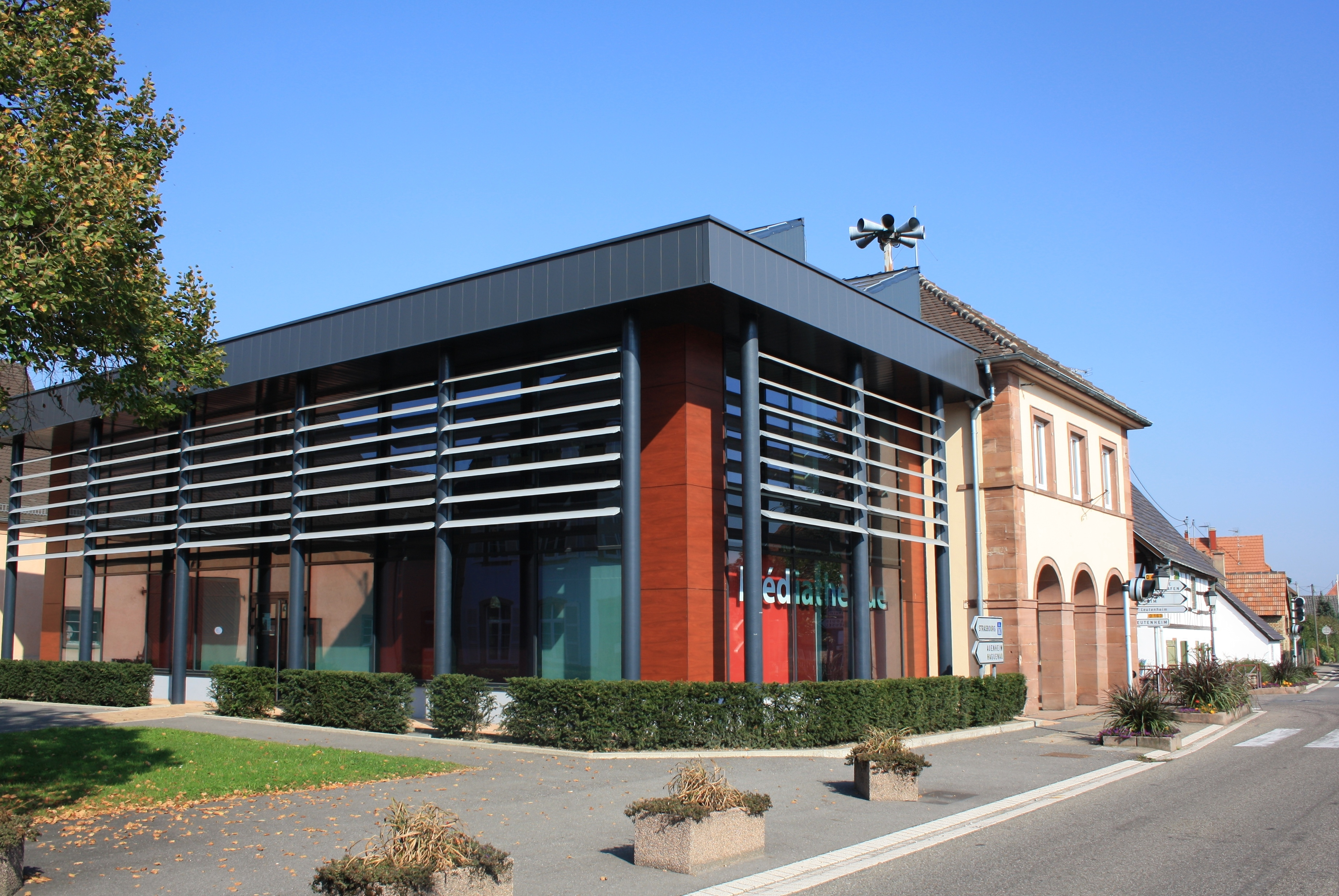
Mediateca de Rœschwoog

Rœschwoog es una comuna francesa situada en la circunscripción administrativa de Bajo Rin y, desde el 1° de enero de 2021, en el territorio de la Colectividad Europea de Alsacia, en la región de Gran Este.
Está ubicada en la región histórica y cultural de Alsacia.

## Demografía
| 1 247 | 1 309 | 1 421 | 1 539 | 1 573 | 1 905 | 2 275 |
| Para los censos de 1962 a 1999 la población legal corresponde a la población sin duplicidades (Fuente: INSEE [Consultar]) |       |       |       |       |       |       |

## Patrimonio
- Casamata de Rountzenheim Nord, elemento de la línea Maginot

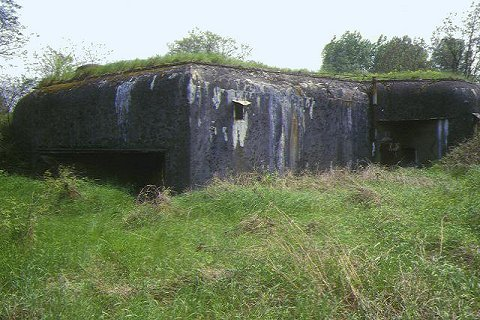
Casemate de Rountzenheim-Nord.

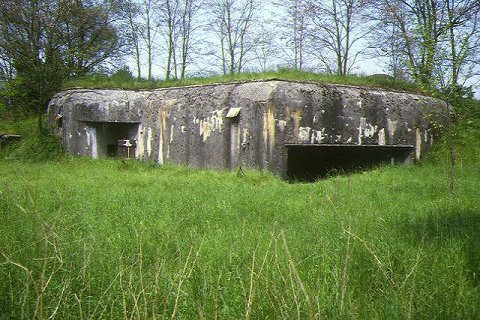
Casemate de Rountzenheim-Sud.

- Casamata de Rountzenheim Sud